# Militarització de l'espai

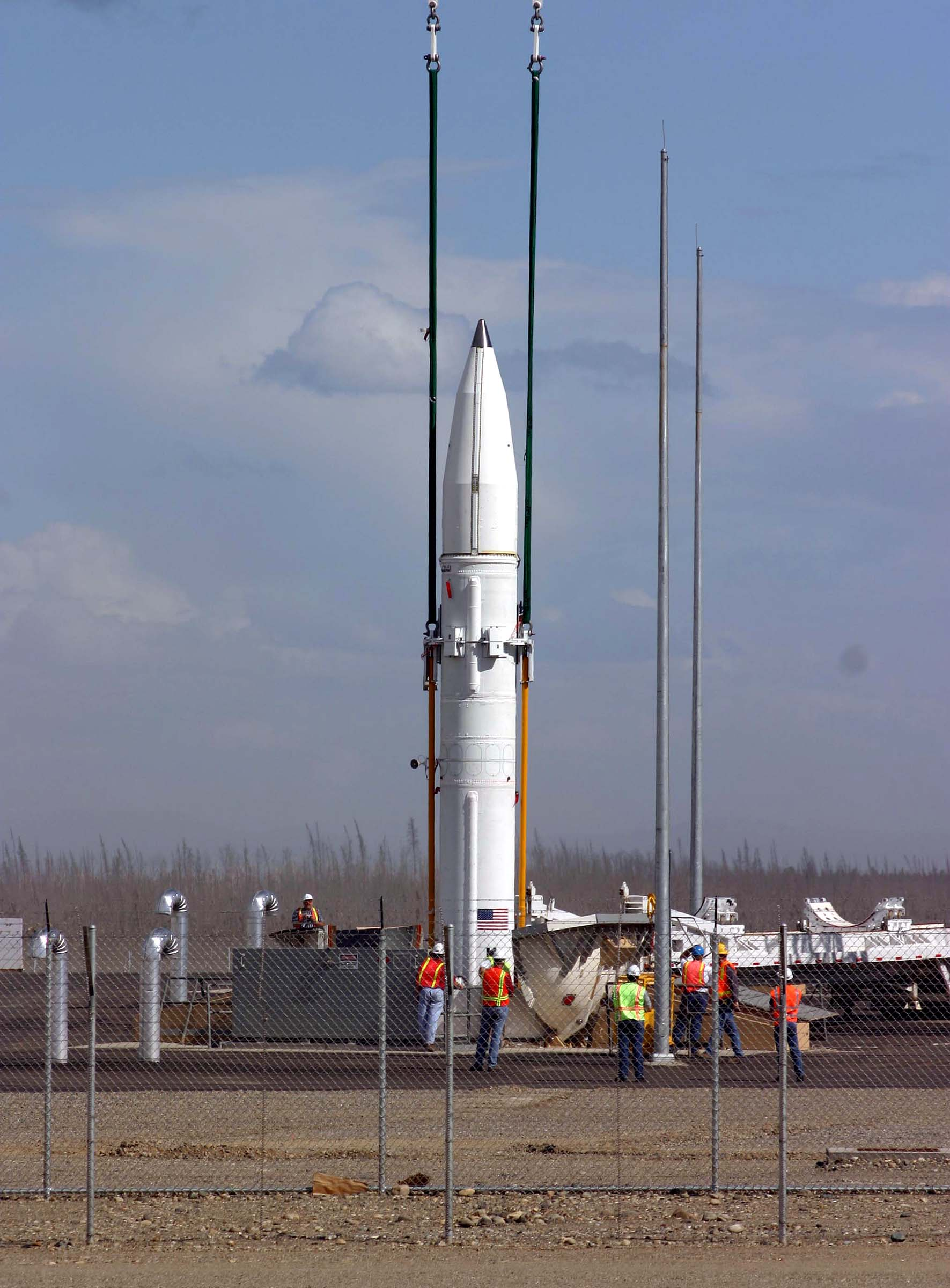
Un interceptor terrestre, dissenyat per destruir MBIs propers, col·locat en la seva plataforma al complex de míssils de Fort Greely, Alaska, 22 de juliol de 2004.

La militarització de l'espai és la col·locació i el desenvolupament d'armament i tecnologia militar a l'espai exterior.

## Història
Articles principals: Segona Guerra Mundial i V-2.
Des de l'inici dels conflictes a la Terra, sempre s'ha buscat una estratègia per aconseguir la supremacia en el camp de batalla, o almenys algun avantatge, primer es va buscar en el camp de Terra, després en l'Aire, amb l'inici d'ús de globus d'aire calent per obtenir un millor reconeixement del camp. L'espai és anomenat l'últim camp de batalla.
Els primers a començar a explotar aquest camp van ser els Estats Units i la Unió Soviètica amb armes nuclears detonades a l'espai o armes antisatèl·lits (ASAT).
La militarització de l'espai va donar inici el 1960 i actualment aquesta carrera continua amb plans del Pentàgon per militaritzar l'espai i tenir un major avantatge militar.
Els míssils V-1 i V-2 desenvolupats per l'Alemanya nazi van ser els precursors de noves armes usades en la Guerra Freda.

## Guerra Freda

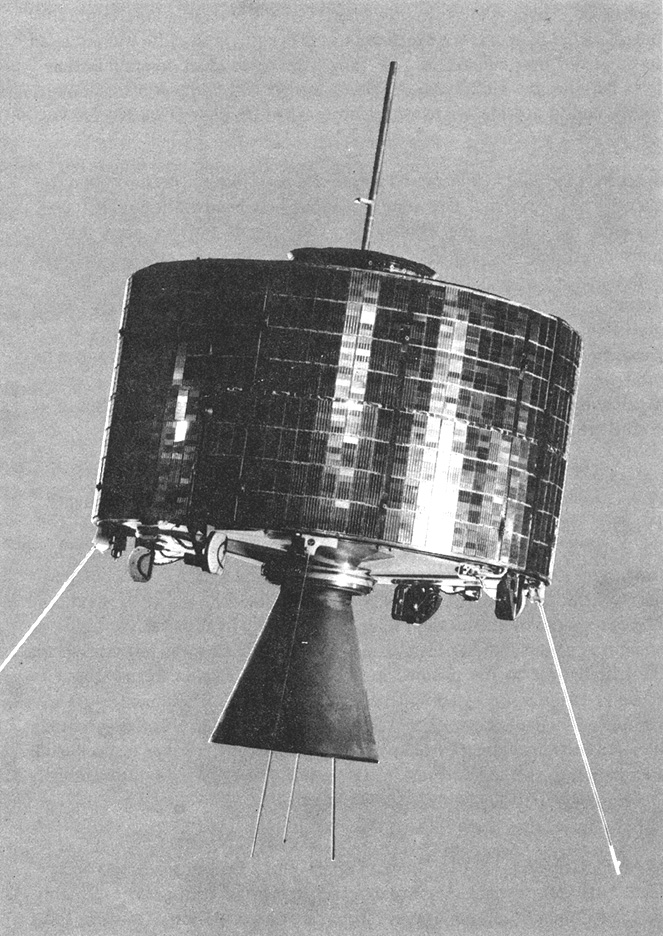
Els satèl·lits Syncom van aconseguir les primeres fites importants en les comunicacions espacials, el Syncom 2 va ser el primer satèl·lit geosíncron i el Syncom 3 va ser el primer a col·locar-se en òrbita geoestacionària.

Per a més detalls relacionats vegeu: Guerra freda.
Durant aquest període les dos grans superpotències (Estats Units i la Unió Soviètica) van gastar grans quantitats del seu PIB per desenvolupar tota mena de tecnologies militars. El 1957, l'URSS va llançar l'Spútnik 1 en un míssil R-7 MBI iniciant la Carrera espacial.
Per a finals dels anys 60, tots dos països comptaven amb satèl·lits espies per prendre fotos precises dels centres militars de cada bàndol, i en conseqüència es van començar a desenvolupar armes per destruir aquests aparells o encegar-los. Entre elles estaven els làsers, satèl·lits kamikaze, així com detonacions nuclears orbitals per causar un pols electromagnètic i destruir els instruments electrònics en els satèl·lits.
L'altra arma que tractaven de destruir en òrbita eren els MBI que tenia que aconseguir el seu blanc realitzant un vol suborbital. Un dels primers interceptors van ser els coets Niké-Zeus armats amb caps nuclears, que havien de passar sobre el pol nord per derrocar míssils russos; més tard ambdues potències van acordar el Tractat ABM que prohibia usar aquests dispositius i mantenir el status MAD (Destrucció Mútua Assegurada) per prevenir a tots dos bàndols fer un atac sorprenent.
El 1983 Reagan, va proposar la Iniciativa de Defensa Estratègica –sistema d'armes espacials popularment conegut com a Star Wars–, que va ser ridiculitzat, ja que era molt costós i massa poc realista per al seu temps. Carl Sagan va declarar que en ordre per penetrar l'escut, l'URSS construiria més i més míssils que sobrepassarien en nombre el suposat escut.
L'URSS també va desenvolupar armes espacials i va poder portar-les a prova. A diferència dels Estats Units que solament va fer la seva proposta en paper i en video animat, van realitzar 2 armes: El Sistema de bombardeig fraccional Orbital (FOBS) i l'estació espacial orbital Polyus.

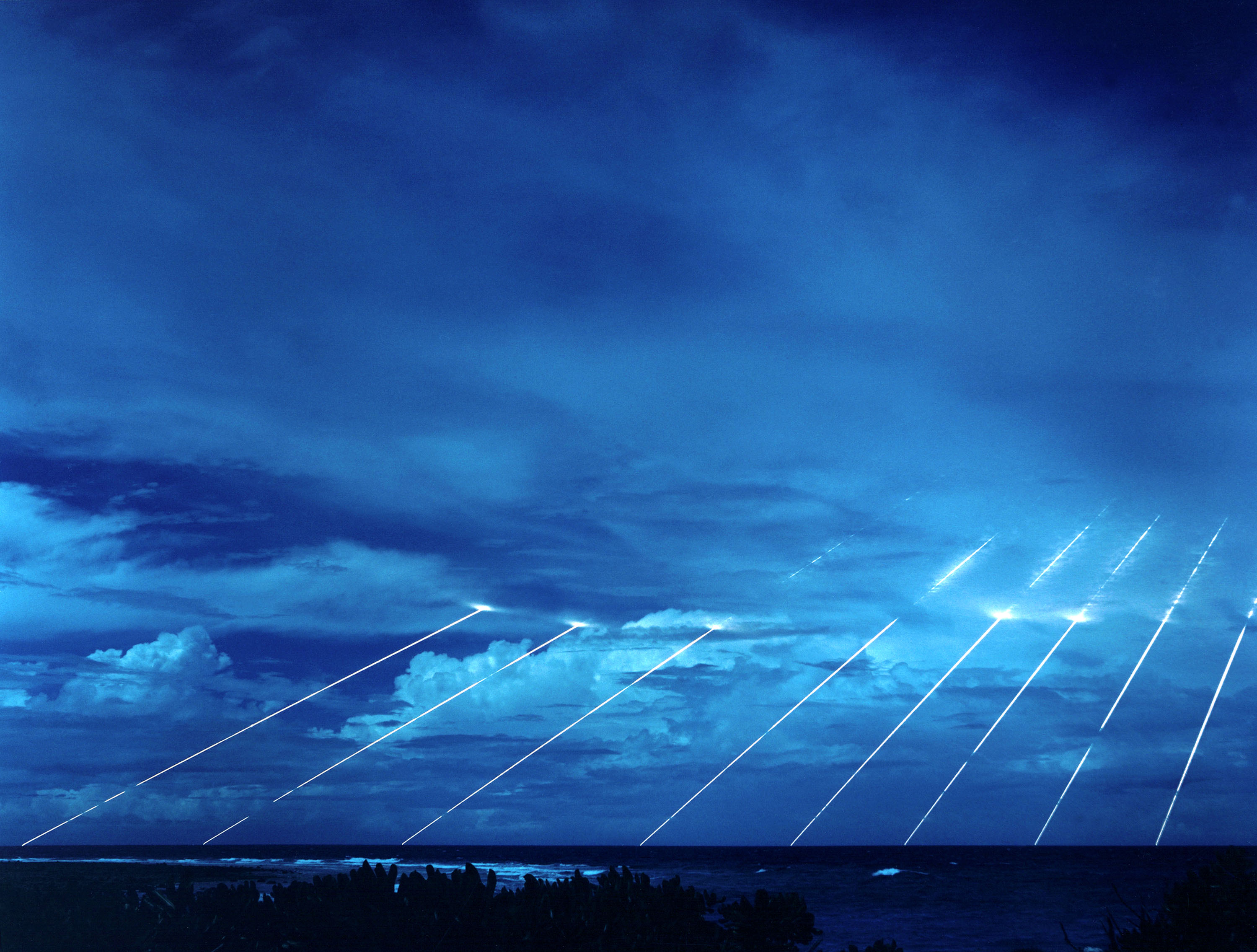
Prova de Míssil MIRV.

FOBS va ser un MBI soviètic de finals de la dècada de 1960. Una vegada llançat es posicionaria en l'òrbita baixa de la terra, i un temps donat sortiria de l'orbita i atacaria el seu blanc, entraria pel Pol Sud per així evadir la detecció del NORAD, el míssil va ser tret de servei el 1983 complint amb el tractat SALT II, el qual prohibia desenvolupar, provar o desplegar sistema d'armes en l'òrbita de la Terra.
El 1987, l'URSS va posar a prova el Polyus una estació espacial que es podia defensar amb ASATs i destruir altres objectius a l'espai.

## Després de la Guerra Freda
Després del col·lapse de l'URSS la carrera espacial entre les dues superpotències va acabar, però altres països com la Xina, Índia, i Japó van començar a desenvolupar els seus programes espacials, i la Unió Europea va començar a crear col·lectivament satèl·lits per competir amb la indústria dels Estats Units.
Àdhuc es van seguir desenvolupant satèl·lits espies i de reconeixement, i de comunicació xifrades entre militars, alguns satèl·lits serveixen per detectar proves nuclears com la realitzada per l'Índia i Pakistan a finals de la dècada de 1990.

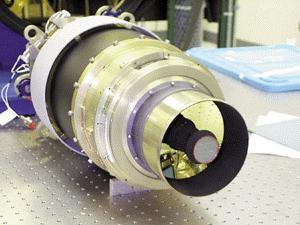
Vehicle exoatmosfèric de la Marina dels Estats Units.

El segon ús militar de l'espai va ser el GPS (sistema de posicionament global), usada per donar la localització d'objectes de manera molt precisa en qualsevol part del món. Aquest sistema consisteix en 24 satèl·lits, va ser dissenyat pel Departament de Defensa dels Estats Units. El cost de mantenir el sistema és de $400 milions de dòlars, inclòs el reemplaçament de satèl·lits vells o danyats.
Per evitar que el sistema fos usat en zones de guerra i per enemics, al maig de 2000 el president Clinton va proposar l'ús selectiu del sistema, per la qual cosa l'Europa, a causa de nivells de control va decidir realitzar el seu propi sistema, el Sistema de posicionament Galileu, i Rússia el GLONASS amb 12 satèl·lits en 2004.

### Satèl·lits espia
Tipus de satèl·lits espia:
- Estats Units
  - Lacrosse/Onyx
  - Misty/Sirconic
  - Samos
  - Quasar
  - Vela
- Unió Soviètica
  - Cosmos
  - Almas (tripulat)
  - Yantar
  - Senit
- Regne Unit
  - Sircon (projecte cancel·lat)
  - Skynet
- França
  - Helios 1B (destruït), Helios 2A
- Alemanya
  - SAR-Lupe 1-5
- Itàlia
  - COSMO-SkyMed
- República Popular de la Xina
  - Fanhui Shi Weixing
- Índia
  - Technology Experiment Satellite

### Global Positioning Systems
- GPS
- Sistema de posicionament Galileu
- GLONASS

### Sistemes de comunicació militars
La tercera aplicació actual de la militarització de l'espai pot ser demostrat per la doctrina militar emergent de guerra centrada en xarxes. La guerra centrada en xarxes depèn en gran manera de l'ús de comunicacions d'alta velocitat que permet a tots els soldats i les branques de les forces armades per veure el camp de batalla en temps real. La situació en temps real millora la tecnologia del coneixement de la situació de tots els actius militars i els comandants en un determinat moviment militar. Per exemple, un soldat en el camp de batalla pot tenir accés a imatges de satèl·lit de les posicions enemigues a dues quadres de distància, i si cal s'envia un correu electrònic amb les coordenades a un bombarder o plataforma d'armes, mentre que el comandant, a centenars de quilòmetres de distància, observa com es desenvolupen els esdeveniments en un monitor. Aquesta comunicació d'alta velocitat es veu facilitada per un Internet separat creat pels militars de l'exèrcit. Els satèl·lits de comunicacions estan connectats a aquest sistema mitjançant una xarxa d'informació donada d'operacions sobre l'afer militar. El Departament de Defensa està treballant actualment per establir una Xarxa d'Informació Global per connectar totes les unitats militars i les seves branques en una xarxa informatitzada per tal de compartir informació i crear un exèrcit més eficient.

### Avions espacialsmilitars
- Boeing X-37